# Marc Moro
Marc Moro (né le 17 juillet 1977 à Toronto, dans la province de l'Ontario au Canada) est un joueur de hockey sur glace. Il évoluait au poste de défenseur.

## Biographie

### Carrière junior
En 1990, il participe au Tournoi international de hockey pee-wee de Québec avec les Waxers de Markham.
Lors du Repêchage de la Ligue de hockey de l'Ontario en 1993, il est choisi en 3e ronde, en 47e position par les Frontenacs de Kingston.
Il va disputer pour eux un total de deux-cents matchs de saison régulière et 12 matchs de Série éliminatoire, cumulant sept-cents vingt-neuf minutes de pénalité durant 4 saisons, de 1993 à 1997. Il sera même le capitaine de la formation en 1995-1996.
Durant la saison 1996-1997, il est échangé aux Greyhounds de Sault-Sainte-Marie, avec qui il dispute les vingt-six dernières rencontres de saison régulière et est éliminé en Quarts de finale des séries éliminatoires.

### Carrière professionnelle
Le 8 juillet 1995, lors du Repêchage d’entrée dans la Ligue nationale de hockey se déroulant à Edmonton, il est choisi lors de la 2e ronde, en 27e position par les Sénateurs d'Ottawa. Durant la saison 1995-1996, il obtient un essai avec leur club école, les Senators de l'Île-du-Prince-Édouard qui évolue dans la Ligue américaine de hockey, avec qui il dispute deux rencontres de championnat régulier et deux rencontres de Série.
Avant le début de la saison 1996-1997, les Mighty Ducks d'Anaheim acquièrent ses droits. Il dispute sa première saison professionnelle en 1997-1998, dans la LAH avec les Mighty Ducks de Cincinnati, cumulant cent huitante et une minutes de pénalités en septante-quatre rencontres. Le 12 décembre 1997, il dispuste sa première rencontre de LNH, lors d’une victoire six à quatre contre les Capitals de Washington.
En octobre 1998, les Mighty Ducks l’échangent aux Predators de Nashville. Il va évoluer durant 4 saison dans le giron des Predators, disputant vingt-sept rencontre de LNH. La profondeur défensive de Nashville fait qu’il n’arrive pas à y obtenir une place. Par contre il s’impose dans le club école, les Admirals de Milwaukee, il devient l’un des favoris de la foule, obtenant le surnom de Mad Dog. Il s’impose aussi dans le vestiaire, devenant le capitaine de l’équipe lors de la dernière saison en Ligue Internationale de Hockey en 1999-2000 et le premier capitaine lors de leur début en LAH la saison suivante.
Durant le mois de mars 2002, il est échangé aux Maple Leafs de Toronto, avec qui il dispute six saisons dans leur club école, n’obtenant que 2 matchs en LNH. Durant ses années passées dans le giron des Maples Leafs, il gagne deux trophées remis au joueur qui travaille avec le plus d’acharnement dans l’équipe, ainsi que deux trophées du meilleur défenseur du club. Il est nommé assistant capitaine des Maple Leafs de Saint-Jean lors de la saison 2003-2004, puis capitaine la saison suivante et garde son titre lorsque les Maple Leafs déménage la franchise à Toronto sous le nom des Marlies de Toronto.
Le 18 août 2007, il annonce officiellement sa retraite.

## Statistiques
| Saison     | Équipe                              | Ligue      |    | Saison régulière | Saison régulière | Saison régulière | Saison régulière | Saison régulière |   | Séries éliminatoires | Séries éliminatoires | Séries éliminatoires | Séries éliminatoires | Séries éliminatoires |
| Saison     | Équipe                              | Ligue      | PJ | B                | A                | Pts              | Pun              | PJ               | B | A                    | Pts                  | Pun                  |                      |                      |
| 1993-1994  | Frontenacs de Kingston              | LOH        | 43 | 0                | 3                | 3                | 81               |                  |   |                      |                      |                      |                      |                      |
| 1994-1995  | Frontenacs de Kingston              | LOH        | 64 | 4                | 12               | 16               | 255              | 6                | 0 | 0                    | 0                    | 23                   |                      |                      |
| 1995-1996  | Frontenacs de Kingston              | LOH        | 66 | 4                | 17               | 21               | 261              | 6                | 0 | 0                    | 0                    | 23                   |                      |                      |
| 1995-1996  | Senators de l'Île-du-Prince-Édouard | LAH        | 2  | 0                | 0                | 0                | 7                | 2                | 0 | 0                    | 0                    | 4                    |                      |                      |
| 1996-1997  | Frontenacs de Kingston              | LOH        | 37 | 4                | 8                | 12               | 97               |                  |   |                      |                      |                      |                      |                      |
| 1996-1997  | Greyhounds de Sault-Sainte-Marie    | LOH        | 26 | 0                | 5                | 5                | 74               | 11               | 1 | 6                    | 7                    | 38                   |                      |                      |
| 1997-1998  | Mighty Ducks de Cincinnati          | LAH        | 74 | 1                | 6                | 7                | 181              | -                | - | -                    | -                    | -                    |                      |                      |
| 1997-1998  | Mighty Ducks d'Anaheim              | LNH        | 1  | 0                | 0                | 0                | 0                |                  |   |                      |                      |                      |                      |                      |
| 1998-1999  | Admirals de Milwaukee               | LIH        | 80 | 0                | 5                | 5                | 264              | 2                | 0 | 0                    | 0                    | 4                    |                      |                      |
| 1999-2000  | Admirals de Milwaukee               | LIH        | 64 | 5                | 5                | 10               | 203              | -                | - | -                    | -                    | -                    |                      |                      |
| 1999-2000  | Predators de Nashville              | LNH        | 8  | 0                | 0                | 0                | 40               |                  |   |                      |                      |                      |                      |                      |
| 2000-2001  | Admirals de Milwaukee               | LIH        | 68 | 2                | 9                | 11               | 190              | 5                | 1 | 0                    | 1                    | 10                   |                      |                      |
| 2000-2001  | Predators de Nashville              | LNH        | 6  | 0                | 0                | 0                | 12               |                  |   |                      |                      |                      |                      |                      |
| 2001-2002  | Admirals de Milwaukee               | LAH        | 41 | 1                | 8                | 9                | 81               |                  |   |                      |                      |                      |                      |                      |
| 2001-2002  | Predators de Nashville              | LNH        | 13 | 0                | 0                | 0                | 23               |                  |   |                      |                      |                      |                      |                      |
| 2001-2002  | Maple Leafs de Saint-Jean           | LAH        | 7  | 1                | 0                | 1                | 21               | -                | - | -                    | -                    | -                    |                      |                      |
| 2001-2002  | Maple Leafs de Toronto              | LNH        | 2  | 0                | 0                | 0                | 2                |                  |   |                      |                      |                      |                      |                      |
| 2002-2003  | Maple Leafs de Saint-Jean           | LAH        | 68 | 3                | 8                | 11               | 128              | -                | - | -                    | -                    | -                    |                      |                      |
| 2003-2004  | Maple Leafs de Saint-Jean           | LAH        | 76 | 1                | 9                | 10               | 144              | -                | - | -                    | -                    | -                    |                      |                      |
| 2004-2005  | Maple Leafs de Saint-Jean           | LAH        | 78 | 2                | 6                | 8                | 202              | 5                | 0 | 1                    | 1                    | 4                    |                      |                      |
| 2005-2006  | Marlies de Toronto                  | LAH        | 73 | 0                | 8                | 8                | 149              | 5                | 0 | 0                    | 0                    | 11                   |                      |                      |
| 2006-2007  | Marlies de Toronto                  | LAH        | 79 | 2                | 5                | 7                | 139              | -                | - | -                    | -                    | -                    |                      |                      |
| Totaux LNH | Totaux LNH                          | Totaux LNH | 30 | 0                | 0                | 0                | 77               |                  |   |                      |                      |                      |                      |                      |

## Transactions
Lors de la saison 1996-1997, il est échangé par les Frontenacs de Kingston, en compagnie de Justin Davis, aux Greyhounds de Sault-Sainte-Marie. En retour Les Frontenacs acquièrent André Payette, Aaron MacInnis et Liam MacEachern.
Le 1er octobre 1996, ses droits sont échangés par les Sénateurs d'Ottawa, en compagnie de Ted Drury, aux Mighty Ducks d'Anaheim. En retour Les Sénateurs acquièrent Jason York et Shaun Van Allen.
Le 5 octobre 1998, il est échangé par les Mighty Ducks d'Anaheim, en compagnie de Chris Mason, aux Predators de Nashville. En retour Les Mighty Ducks acquièrent Dominic Roussel.
Le 1er mars 2002, il est échangé par les Predators de Nashville aux Maple Leafs de Toronto. En retour Les Predators acquièrent D. J. Smith et Marty Wilford.

## Récompenses et honneurs personnels
- Saison 1995-1996 : Capitaine des Frontenacs de Kingston[3].

- De 1999 à 2001 : Capitaine des Admirals de Milwaukee[11].

- Saison 2002-2003 : Trophée interne à l’équipe des Maple Leafs de Saint-Jean, remis au joueur travaillant le plus durement[12].

- Saison 2003-2004 : Assistant capitaine des Maple Leafs de Saint-Jean[13], il reçoit les trophées internes à l’équipe du joueur travaillant le plus durement et du meilleur défenseur[14].

- Saison 2004-2005 : Capitaine des Maples Leafs de Saint-Jean[15] et il reçoit le trophée interne à l’équipe du meilleur défenseur[16].

- De 2005 à 2007 : Capitaine des Marlies de Toronto[15].

- Le 9 mars 2008, il est honoré par les Marlies pour l’ensemble de sa carrière, juste avant un match contre le Crunch de Syracuse[17].